# 이피캠텍
이피캠텍(EP Chemtech Co., Ltd.)은 대한민국의 이차전지 첨가제 기업이다. 본사는 충청북도 음성군 삼성면 대성로547번길 111-12에 위치해 있으며 대표이사는 이성권이다.

## 상장
2024년 주관사를 한국투자증권으로 상장을 신청하였다가 자진 철회하였다.

## 참고 문헌
1. ↑  이정형, 이피캠텍, "진짜 뜨는" 종목인가...재무상태는 "글쎄", 프리스탁뉴스,  2024-06-07
2. ↑  최지웅, 광무, '이피캠텍' 지분 인수…2대 주주 등극, 딜사이트, 2024-02-19
3. ↑  신수철, 이성권 ㈜이피캠텍 대표 전라북도 과학기술인대상 수상자 선정, 투데이군산, 2023-07-28
4. ↑  이종혜, 2차전지 이피캠텍, 상장예심청구…가치 3500억 이상 추산, 뉴시스, 2024-05-30